# Segunda batalla de Roncesvalles
La batalla de Roncesvalles librada en el año 824, denominada como la segunda para diferenciarla de la librada en 778) tuvo por contendientes, por un lado, a los pamploneses y aragoneses al mando de Íñigo Arista ("caudillo" de los pamploneses) junto con tropas musulmanas de la zona del Valle del Ebro de la familia Banu Qasi, contra los condes Eblo y Aznar, que dirigían un ejército franco formado durante el mandato del rey Ludovico Pío para recuperar el occidente de la recién creada Marca Hispánica.

La Marca Hispánica y su contorno geográfico en tiempo de Carlomagno (814). El paso de Roncesvalles (Roseida Vallis) está al noreste de Pamplona (Pampilona).

## Antecedentes
Las fuerzas francas comenzaron la expedición sin dificultad y con apenas resistencia. Entraron en Pamplona y ahorcaron a muchos habitantes como castigo y escarnio,[cita requerida] también como aviso para prevenirse de ataques por la retaguardia, como ya le pasó a Roldán en la batalla de 778.
Al dirigirse de vuelta al reino franco por el mismo camino que el ejército que años antes volvía de sitiar Zaragoza, fueron detenidos por un ejército vascón dirigido por Íñigo Arista (en euskera "roble"), que había reunido pamploneses, incluyendo el apoyo de tropas de sus parientes los Banu Qasi de Tudela, que eran una famosa facción visigoda que se habían convertido al islam en la generación anterior.

## La batalla
La batalla se libró en los claros previos al puerto montañoso, donde las fuerzas vasconas sorprendieron a las francas formadas por guardias gascones, que sufrieron una derrota semejante a la recibida 50 años antes.
Los generales francos, condes Eblo y Aznar, recibieron destinos muy distintos. Eblo fue enviado a Córboba como trofeo y símbolo de la cooperación que Íñigo buscaba con ellos. Sin embargo, Aznar fue devuelto a Gascuña debido a su parentesco, pues era cuñado de Íñigo Arista.

## Debates sobre la batalla
Algunos historiadores, como Vicente José González García, defienden que esta fue la "auténtica batalla de Roncesvalles" dejando la batalla del año 778 como una mera leyenda medieval, aunque esta es una postura minoritaria, siendo ampliamente aceptada esta batalla como verídica y siendo considerada como la causa de la sucesiva formación institucional del Reino de Pamplona.